# Aire d'attraction de Saint-Dié-des-Vosges
 (avril 2023).
L'aire d'attraction de Saint-Dié-des-Vosges est un zonage d'étude défini par l'Insee pour caractériser l’influence de la commune de Saint-Dié-des-Vosges sur les communes environnantes. Publiée en octobre 2020, elle se substitue à l'aire urbaine de Saint-Dié-des-Vosges, qui comportait 37 communes dans le zonage de 2010.

### Carte

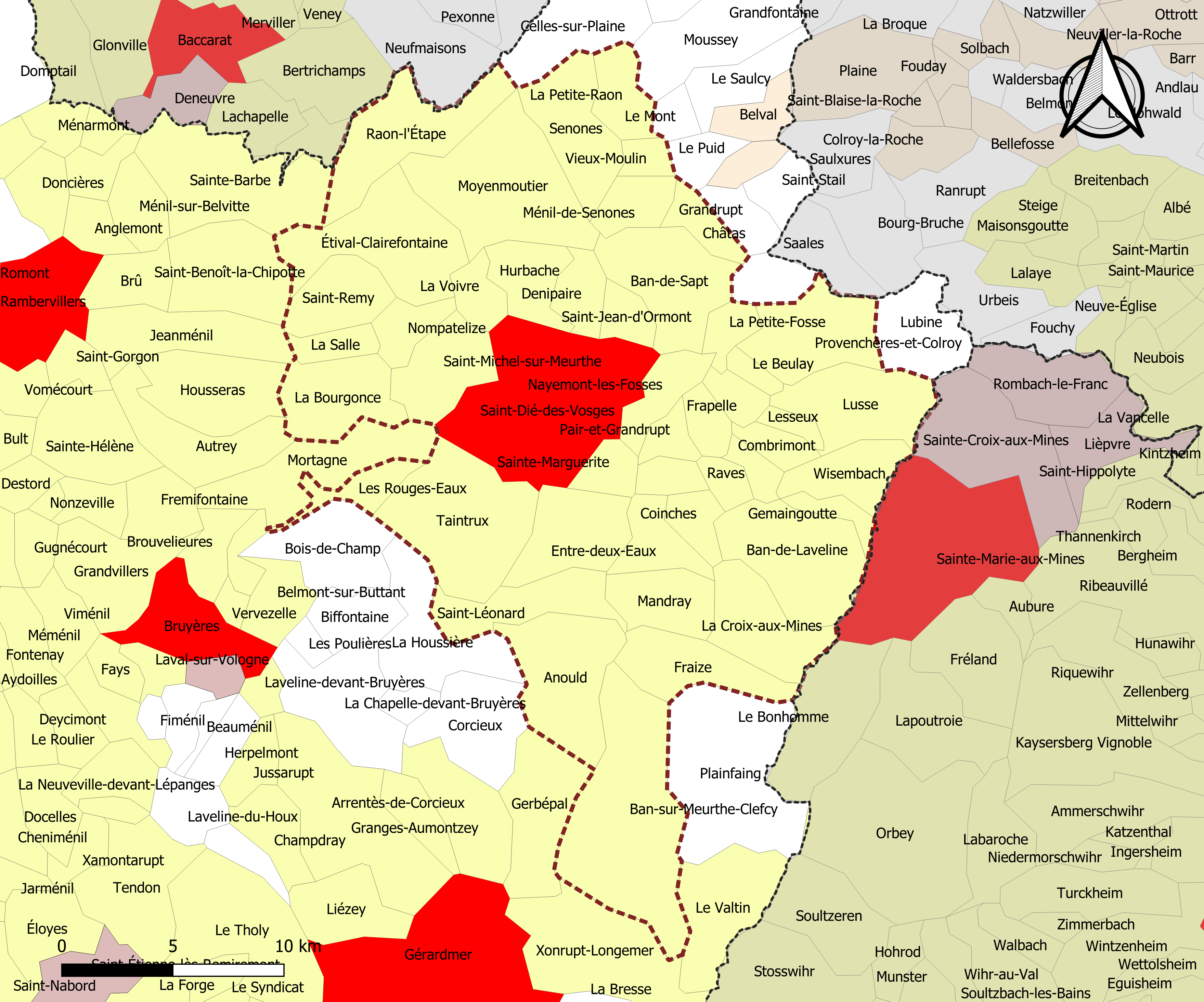
Carte de l'aire d'attraction de Saint-Dié-des-Vosges.
Commune-centre
Commune de la couronne

## Définition
L'aire d'attraction d'une ville est composée d’un pôle, défini à partir de critères de population et d’emploi ainsi que d’une couronne constituée des communes dont au moins 15 % des actifs travaillent dans le pôle. Le pôle d’attraction constitue ainsi un point de convergence des déplacements domicile-travail,.

## Géographie
L’aire d'attraction de Saint-Dié-des-Vosges est une aire intra-départementale qui comporte 47 communes dans les Vosges. 

### Composition communale
| Nom                                   | Code Insee | Département | Statut                 | Superficie (km2) | Population (dernière pop. légale) | Densité (hab./km2) | Modifier                                    |
| ------------------------------------- | ---------- | ----------- | ---------------------- | ---------------- | --------------------------------- | ------------------ | ------------------------------------------- |
| Saint-Dié-des-Vosges (commune-centre) | 88413      | Vosges      | commune-centre         | 46,15            | 19 324 (2022)                     | 419                | modifier les données · modifier les données |
| Anould                                | 88009      | Vosges      | commune de la couronne | 24,23            | 3 262 (2022)                      | 135                | modifier les données · modifier les données |
| Ban-de-Laveline                       | 88032      | Vosges      | commune de la couronne | 26,45            | 1 163 (2022)                      | 44                 | modifier les données · modifier les données |
| Ban-de-Sapt                           | 88033      | Vosges      | commune de la couronne | 22,66            | 358 (2022)                        | 16                 | modifier les données · modifier les données |
| Bertrimoutier                         | 88054      | Vosges      | commune de la couronne | 3,72             | 312 (2022)                        | 84                 | modifier les données · modifier les données |
| Le Beulay                             | 88057      | Vosges      | commune de la couronne | 2,40             | 90 (2022)                         | 38                 | modifier les données · modifier les données |
| La Bourgonce                          | 88068      | Vosges      | commune de la couronne | 16,56            | 862 (2022)                        | 52                 | modifier les données · modifier les données |
| Châtas                                | 88093      | Vosges      | commune de la couronne | 5,55             | 36 (2022)                         | 6,5                | modifier les données · modifier les données |
| Ban-sur-Meurthe-Clefcy                | 88106      | Vosges      | commune de la couronne | 45,04            | 961 (2022)                        | 21                 | modifier les données · modifier les données |
| Coinches                              | 88111      | Vosges      | commune de la couronne | 5,69             | 349 (2022)                        | 61                 | modifier les données · modifier les données |
| Combrimont                            | 88113      | Vosges      | commune de la couronne | 5,21             | 137 (2022)                        | 26                 | modifier les données · modifier les données |
| La Croix-aux-Mines                    | 88120      | Vosges      | commune de la couronne | 16,80            | 456 (2022)                        | 27                 | modifier les données · modifier les données |
| Denipaire                             | 88128      | Vosges      | commune de la couronne | 7,02             | 250 (2022)                        | 36                 | modifier les données · modifier les données |
| Entre-deux-Eaux                       | 88159      | Vosges      | commune de la couronne | 8,47             | 509 (2022)                        | 60                 | modifier les données · modifier les données |
| Étival-Clairefontaine                 | 88165      | Vosges      | commune de la couronne | 27,12            | 2 454 (2022)                      | 90                 | modifier les données · modifier les données |
| Fraize                                | 88181      | Vosges      | commune de la couronne | 15,59            | 2 849 (2022)                      | 183                | modifier les données · modifier les données |
| Frapelle                              | 88182      | Vosges      | commune de la couronne | 4,55             | 199 (2022)                        | 44                 | modifier les données · modifier les données |
| Gemaingoutte                          | 88193      | Vosges      | commune de la couronne | 3,90             | 152 (2022)                        | 39                 | modifier les données · modifier les données |
| Hurbache                              | 88245      | Vosges      | commune de la couronne | 9,93             | 291 (2022)                        | 29                 | modifier les données · modifier les données |
| Lesseux                               | 88268      | Vosges      | commune de la couronne | 2,94             | 138 (2022)                        | 47                 | modifier les données · modifier les données |
| Lusse                                 | 88276      | Vosges      | commune de la couronne | 19,49            | 361 (2022)                        | 19                 | modifier les données · modifier les données |
| Mandray                               | 88284      | Vosges      | commune de la couronne | 12,36            | 590 (2022)                        | 48                 | modifier les données · modifier les données |
| Ménil-de-Senones                      | 88300      | Vosges      | commune de la couronne | 7,22             | 122 (2022)                        | 17                 | modifier les données · modifier les données |
| Moyenmoutier                          | 88319      | Vosges      | commune de la couronne | 34,21            | 3 003 (2022)                      | 88                 | modifier les données · modifier les données |
| Nayemont-les-Fosses                   | 88320      | Vosges      | commune de la couronne | 8,91             | 776 (2022)                        | 87                 | modifier les données · modifier les données |
| Neuvillers-sur-Fave                   | 88326      | Vosges      | commune de la couronne | 5,12             | 357 (2022)                        | 70                 | modifier les données · modifier les données |
| Nompatelize                           | 88328      | Vosges      | commune de la couronne | 6,91             | 535 (2022)                        | 77                 | modifier les données · modifier les données |
| Pair-et-Grandrupt                     | 88341      | Vosges      | commune de la couronne | 4,58             | 491 (2022)                        | 107                | modifier les données · modifier les données |
| La Petite-Fosse                       | 88345      | Vosges      | commune de la couronne | 5,04             | 84 (2022)                         | 17                 | modifier les données · modifier les données |
| La Petite-Raon                        | 88346      | Vosges      | commune de la couronne | 9,09             | 737 (2022)                        | 81                 | modifier les données · modifier les données |
| Provenchères-et-Colroy                | 88361      | Vosges      | commune de la couronne | 19,13            | 1 299 (2022)                      | 68                 | modifier les données · modifier les données |
| Raon-l'Étape                          | 88372      | Vosges      | commune de la couronne | 23,71            | 6 011 (2022)                      | 254                | modifier les données · modifier les données |
| Raves                                 | 88375      | Vosges      | commune de la couronne | 4,02             | 480 (2022)                        | 119                | modifier les données · modifier les données |
| Remomeix                              | 88386      | Vosges      | commune de la couronne | 4,73             | 435 (2022)                        | 92                 | modifier les données · modifier les données |
| Les Rouges-Eaux                       | 88398      | Vosges      | commune de la couronne | 5,90             | 79 (2022)                         | 13                 | modifier les données · modifier les données |
| Saint-Jean-d'Ormont                   | 88419      | Vosges      | commune de la couronne | 5,29             | 128 (2022)                        | 24                 | modifier les données · modifier les données |
| Saint-Léonard                         | 88423      | Vosges      | commune de la couronne | 14,57            | 1 379 (2022)                      | 95                 | modifier les données · modifier les données |
| Sainte-Marguerite                     | 88424      | Vosges      | commune de la couronne | 5,55             | 2 253 (2022)                      | 406                | modifier les données · modifier les données |
| Saint-Michel-sur-Meurthe              | 88428      | Vosges      | commune de la couronne | 15,54            | 1 794 (2022)                      | 115                | modifier les données · modifier les données |
| Saint-Remy                            | 88435      | Vosges      | commune de la couronne | 12,25            | 519 (2022)                        | 42                 | modifier les données · modifier les données |
| La Salle                              | 88438      | Vosges      | commune de la couronne | 4,71             | 398 (2022)                        | 85                 | modifier les données · modifier les données |
| Saulcy-sur-Meurthe                    | 88445      | Vosges      | commune de la couronne | 16,37            | 2 319 (2022)                      | 142                | modifier les données · modifier les données |
| Senones                               | 88451      | Vosges      | commune de la couronne | 18,73            | 2 334 (2022)                      | 125                | modifier les données · modifier les données |
| Taintrux                              | 88463      | Vosges      | commune de la couronne | 31,69            | 1 450 (2022)                      | 46                 | modifier les données · modifier les données |
| Vieux-Moulin                          | 88506      | Vosges      | commune de la couronne | 3,89             | 321 (2022)                        | 83                 | modifier les données · modifier les données |
| La Voivre                             | 88519      | Vosges      | commune de la couronne | 5,86             | 656 (2022)                        | 112                | modifier les données · modifier les données |
| Wisembach                             | 88526      | Vosges      | commune de la couronne | 11,30            | 428 (2022)                        | 38                 | modifier les données · modifier les données |

## Démographie
Cette aire est catégorisée dans les aires de 50 000 à moins de 200 000 habitants, une catégorie qui regroupe 18,4 % de la population au niveau national,.